# Cupa Moldovei 2002-2003
La Cupa Moldovei 2002-2003 è stata la 12ª edizione della coppa nazionale disputata in Moldavia tra il 4 settembre 2002 e il 21 maggio 2003. Vincitore della competizione è stato lo Zimbru Chișinău, al suo terzo titolo.

## Ottavi di finale
Gli incontri di andata si sono disputati il 4 settembre mentre quelli di ritorno il 16 ottobre 2002.
| Squadra 1              | Totale | Squadra 2              | Andata | Ritorno |
| ---------------------- | ------ | ---------------------- | ------ | ------- |
| Zimbru Chișinău        | 13 - 0 | Victoria Suruceni      | 7 - 0  | 6 - 0   |
| CF Găgăuzia            | 2 - 8  | Agro-Goliador Chișinău | 1 - 3  | 1 - 5   |
| Unisport-Auto Chișinău | 1 - 2  | Nistru Otaci           | 1 - 0  | 0 - 2   |
| FC Hîncești            | 4 - 1  | Victoria Chișinău      | 3 - 0  | 1 - 1   |
| Tiligul-Tiras Tiraspol | 0 - 8  | Sheriff Tiraspol       | 0 - 6  | 0 - 2   |
| FC Sculeni             | 1 - 2  | Dacia Chișinău         | 1 - 2  | 0 - 0   |
| Fortuna Pleșeni        | 1 - 7  | Politehnica Chișinău   | 1 - 4  | 0 - 3   |
| FC Tiraspol            | 8 - 1  | Rosso Floreni          | 5 - 1  | 3 - 0   |

## Quarti di finale
Gli incontri di andata si sono disputati il 30 ottobre mentre quelli di ritorno il 13 novembre 2002.
| Squadra 1              | Totale | Squadra 2            | Andata | Ritorno |
| ---------------------- | ------ | -------------------- | ------ | ------- |
| Agro-Goliador Chișinău | 0 - 6  | Zimbru Chișinău      | 0 - 3  | 0 - 3   |
| Nistru Otaci           | 6 - 0  | FC Hîncești          | 3 - 0  | 3 - 0   |
| Dacia Chișinău         | 2 - 6  | Sheriff Tiraspol     | 2 - 4  | 0 - 2   |
| FC Tiraspol            | 3 - 2  | Politehnica Chișinău | 1 - 1  | 2 - 1   |

## Semifinale
Gli incontri di andata si sono disputati il 19 marzo mentre quelli di ritorno il 10 aprile 2003.
| Squadra 1        | Totale | Squadra 2       | Andata | Ritorno |
| ---------------- | ------ | --------------- | ------ | ------- |
| Sheriff Tiraspol | 0 - 2  | Zimbru Chișinău | 0 - 1  | 0 - 1   |
| FC Tiraspol      | 1 - 4  | Nistru Otaci    | 1 - 2  | 0 - 2   |

## Finale
La finale fu disputata il 21 maggio 2003. Terminata la sfida 0-0 dopo i tempi supplementari, fu vinta dopo i tiri di rigore dallo Zimbru.
| Chișinău | Zimbru Chișinău            | 4 – 2 | Nistru Otaci | Stadionul Republican\| Arbitro: \| Onica Vitalie (Măgdăcești) \| |
| Arbitro: | Onica Vitalie (Măgdăcești) |       |              |                                                                  |